# Futebol nos Jogos Olímpicos Intercalados de 1906
Nos Jogos Olímpicos Intercalados de 1906 em Atenas, foi realizado um torneio de futebol. Denominados Jogos Intercalados, a edição de 1906 não é considerada oficial pelo Comitê Olímpico Internacional.
Apenas quatro equipes participaram, uma da Dinamarca e três de cidades gregas, sendo que as representações de Esmirna e Salônica como parte do Império Otomano. A outra equipe grega, de Atenas, retirou-se da final no intervalo para preservar sua dignidade, e então foram convidados a jogar uma partida pelo segundo lugar, mas se recusou e foi imediatamente desclassificada do torneio.
A equipe de Salônica era composta pelo grupo grego denominado "Amigos da Arte" (Omilos Philomuson, mais tarde Iraklis Thessaloniki). A equipe de Esmirna era formada por jogadores ingleses, franceses e armênios.

## Medalhistas
Masculino
| Ouro | Prata | Bronze |
| Dinamarca Aage Andersen · Vigo Andersen · Charles Buchwald · Parmo Ferslev · Holger Frederiksen · Hjalmar Herup · August Lindgren · Oscar Nielsen · Carl Pedersen · Peder Pedersen · Henry Rambusch · Stefan Rasmussen | Esmirna Edwin Charnaud Zaren Kouyoumdjian Edouard Giraud Jacques Giraud Henri Joly Percy de la Fontaine Donald Whittal Albert Whittal Godfrey Whittal Harold Whittal Edward Whittal | Salônica Georgios Vaporis Nikolaos Pindos Antonios Tegos Nikolaos Pentsikis Ioannis Kyrou Georgios Sotiriadis Vasilios Zarkadis Dimitrios Mikhitsopoulos Antonios Karangonidis Ioannis Abbot Ioannis Saridakis |

## Resultados

### Semifinais
| 23 de abril de 1906 | Dinamarca | 5 – 1 | Esmirna | Velódromo Neo Phaliron, Atenas |
|                     |           |       |         | Árbitro: Drake                 |

| 23 de abril de 1906 | Atenas | 5 – 0 | Salônica | Velódromo Neo Phaliron, Atenas |
|                     |        |       |          | Árbitro: Carl Andersen         |

### Final
| 24 de abril de 1906 | Dinamarca | 9 – 0 | Atenas | Velódromo Neo Phaliron, Atenas |
|                     |           |       |        | Árbitro: Drake                 |

### Disputa pelo segundo lugar
| 25 de abril de 1906 | Esmirna | 12 – 0 | Salônica | Velódromo Neo Phaliron, Atenas |
|                     |         |        |          | Árbitro: Carl Andersen         |

## Quadro de medalhas
| Ordem | País         | Medalha de ouro | Medalha de prata | Medalha de bronze | Total |
| ----- | ------------ | --------------- | ---------------- | ----------------- | ----- |
| 1     | Dinamarca    | 1               | 0                | 0                 | 1     |
| 2     | Equipe mista | 0               | 1                | 0                 | 1     |
| 3     | Grécia       | 0               | 0                | 1                 | 1     |
|       |              |                 |                  |                   |       |
| Total | Total        | 1               | 1                | 1                 | 3     |